# اتحاد سيدي بالوة
اتحاد سيدي بالوة هو فريق كرة قدم جزائري تأسس في سيدي بالوة خلال عام 1981م ضمن ولاية تيزي وزو ومنطقة القبائل وعروش زواوة.

## التاريخ
انخرط اتحاد سيدي بالوة خلال عام 2005م في منافسات نيل كأس تيزي وزو.
ثم صعد النادي إلى القسم الشرفي في رابطة ولاية تيزي وزو خلال عام 2008م.
وتطور أداء هذه التشكيلة خلال سنوات قليلة تحت إشراف المدرب شعبان دحلب.
فقد استقر ترتيب الفريق خلال موسم 2014م في الموقع الرابع في القسم الشرفي لتيزي وزو.